# プラハの春音楽祭

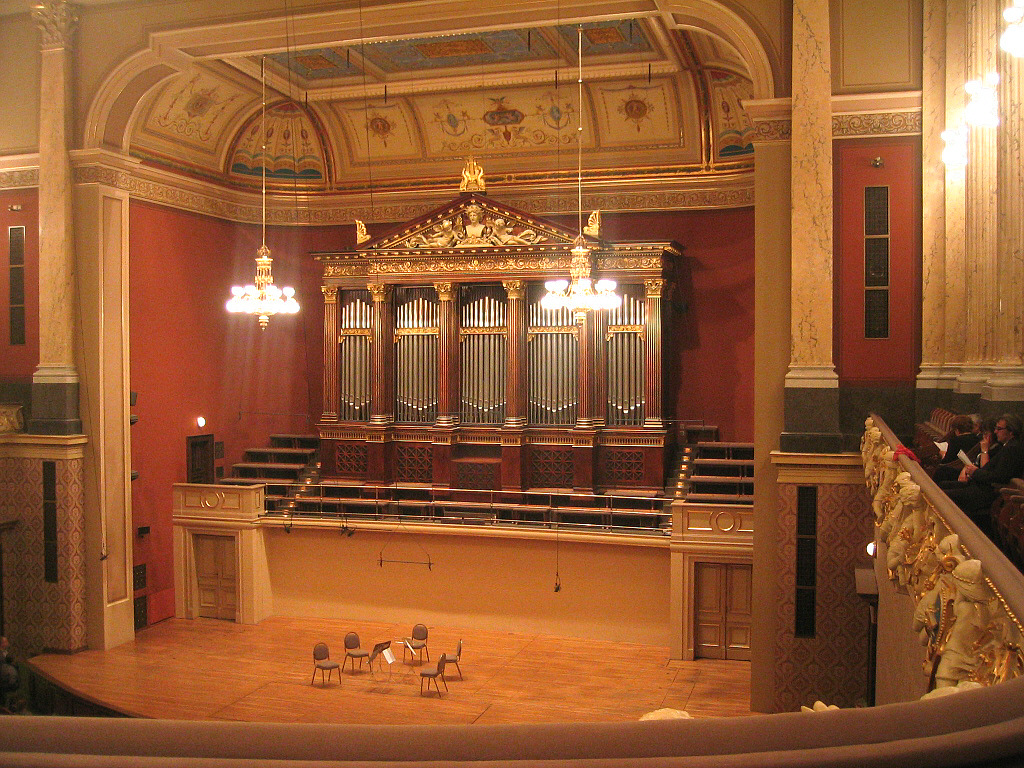
会場のルドルフィヌムの内部

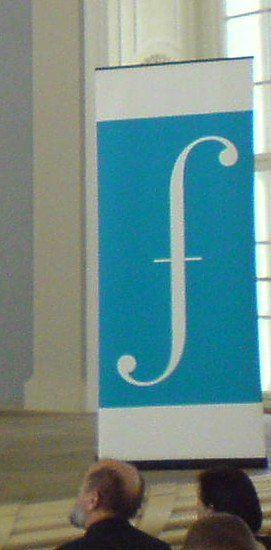
フェスティバルのロゴ

プラハの春音楽祭（プラハのはるおんがくさい、チェコ語: Pražké jaro）は、毎年春にチェコのプラハで開催されるクラシック、特に管弦楽や室内楽のための国際音楽祭。ホスト役はチェコ・フィルハーモニー管弦楽団。その他にも著名な音楽家やオーケストラが招かれる。

## 概要
チェコ・フィルハーモニー管弦楽団創設50周年にあたる1946年に、エドヴァルド・ベネシュ大統領の後援で、首席指揮者のラファエル・クーベリックの指導のもと第1回の音楽祭が開催された。ビロード革命による民主化直後の1990年には、1948年のチェコスロバキア共産党の政権の成立による共産化を嫌って西側へ亡命していたクーベリックが、チェコ・フィルと歴史的な再共演を果たしている。
会場は伝統的にヴルタヴァ川の岸にたつネオルネッサンス建築のルドルフィヌムというホールが使用される。またその数倍のキャパシティを持つ市立会館も使用されることもある。2000年の会場は、市民会館をメインにルドフィヌス（芸術家の家）、聖ヴィート大聖堂、シュパニェルスキー庭園、聖ミクラーシュ教会、聖ヤクブ教会、聖ベトル＝聖パヴェル教会、聖イジー教会、聖ツィリル・メトデイ正教大聖堂、マーネス、ベルトラムカ別荘、国民劇場、ヤナーチェク・ホール等、25を超える会場が使用された。
毎回、スメタナの命日である5月12日にその代表作『わが祖国』の演奏で幕を開けることで知られる。3週間にわたって開かれる。演奏会では記念年に当たる作曲家の作品が取り上げられたり、現代チェコの作曲家の作品の初演が行われる。また創設の翌年から若手演奏家のためのプラハの春国際音楽コンクールも開かれている。

## 主要な出演者

### 指揮者
- ヴァーツラフ・ターリヒ
- ラファエル・クーベリック
- カレル・アンチェル
- ヴァーツラフ・ノイマン
- レナード・バーンスタイン
- エイドリアン・ボールト
- エフゲニー・ムラヴィンスキー
- シャルル・ミュンシュ
- 小林研一郎
- ロリン・マゼール
- ヘルベルト・フォン・カラヤン
- コリン・デイヴィス
- パウル・クレツキ
- グスタフ・レオンハルト
- レオポルド・ストコフスキー
- ゲンナジー・ロジェストヴェンスキー

### ピアニスト
- ルドルフ・フィルクスニー
- モーラ・リンパニー
- レフ・オボーリン
- ヤン・パネンカ
- スヴャトスラフ・リヒテル
- アルフレート・ブレンデル
- アルトゥール・ルービンシュタイン

### ヴァイオリニスト
- ジネット・ヌヴー
- ダヴィッド・オイストラフ
- ドミトリー・シトコヴェツキー
- レオニード・コーガン
- アンネ＝ゾフィー・ムター

### チェリスト
- ムスティスラフ・ロストロポーヴィチ
- ジュリアン・ロイド・ウェバー
- ハインリヒ・シフ

### トランペット奏者
- モーリス・アンドレ

## 「わが祖国」演奏記録
- 1946年　ラファエル・クーベリック指揮チェコ・フィルハーモニー管弦楽団　(5月12日演奏)
- 1947年　ヴァーツラフ・ターリヒ指揮プラハ国民劇場管弦楽団　(5月11日演奏)
- 1949年　ヴァーツラフ・ノイマン指揮チェコ・フィルハーモニー管弦楽団　(5月14日と23日の2回演奏)
- 1950年　カレル・アンチェル指揮プラハ放送交響楽団　(5月11日演奏)
- 1950年　ヤロスラフ・クロムホルツ指揮プラハ国民劇場管弦楽団　(5月29日演奏)
- 1952年　アロイス・クリマ指揮チェコスロヴァキア放送交響楽団　(5月29日演奏)
- 1953年　カレル・アンチェル指揮チェコ・フィルハーモニー管弦楽団　(6月15日演奏)
- 1954年　ヴァーツラフ・ターリヒ指揮チェコ・フィルハーモニー管弦楽団　(5月12日演奏)
- 1955年　カレル・シェイナ指揮チェコ・フィルハーモニー管弦楽団　(5月11日演奏)
- 1956年　アロイス・クリマ指揮プラハ放送交響楽団　(5月11日演奏)
- 1957年　ブレティスラフ・バカラ指揮ブルノ国立フィルハーモニー管弦楽団　(5月12日演奏)
- 1958年　ヴァーツラフ・スメターチェク指揮プラハ交響楽団　(5月11日演奏)
- 1959年　カレル・シェイナ指揮チェコ・フィルハーモニー管弦楽団　(5月12日演奏)
- 1960年　カレル・アンチェル指揮チェコ・フィルハーモニー管弦楽団　(5月12日演奏)
- 1960年　カレル・アンチェル指揮プラハ交響楽団　(5月22日演奏)
- 1961年　ヤロスラフ・クロムホルツ指揮チェコ・フィルハーモニー管弦楽団　(5月12日と14日の2回演奏)
- 1962年　ヤロスラフ・クロムホルツ指揮チェコ・フィルハーモニー管弦楽団　(5月12日と20日の2回演奏)
- 1963年　アロイス・クリマ指揮チェコ・フィルハーモニー管弦楽団　(5月12日と19日の2回演奏)
- 1964年　ズデニェク・コシュラー指揮チェコ・フィルハーモニー管弦楽団　(5月12日演奏)
- 1965年　ヴァーツラフ・スメターチェク指揮チェコ・フィルハーモニー管弦楽団　(5月12日と16日の2回演奏)
- 1966年　ラディスラフ・スロヴァーク指揮スロヴァキア・フィルハーモニー管弦楽団　(5月12日演奏)
- 1967年　アロイス・クリマ指揮チェコスロヴァキア放送交響楽団　(5月12日演奏)
- 1968年　カレル・アンチェル指揮チェコ・フィルハーモニー管弦楽団　(5月12日演奏)
- 1969年　ヴァーツラフ・ノイマン指揮チェコ・フィルハーモニー管弦楽団　(5月12日演奏)
- 1970年　ヤロスラフ・クロムホルツ指揮プラハ国民劇場管弦楽団　(5月12日演奏)
- 1971年　ヴァーツラフ・ノイマン指揮チェコ・フィルハーモニー管弦楽団　(5月12日演奏)
- 1972年　ズデニェク・コシュラー指揮チェコ・フィルハーモニー管弦楽団　(5月12日演奏)
- 1973年　ヴァーツラフ・ノイマン指揮チェコ・フィルハーモニー管弦楽団　(5月12日演奏)
- 1974年　ヴァーツラフ・ノイマン指揮チェコ・フィルハーモニー管弦楽団　(5月12日演奏)
- 1975年　ヤロスラフ・クロムホルツ指揮チェコ・フィルハーモニー管弦楽団　(5月12日と13日の2回演奏)
- 1976年　ヤロスラフ・クロムホルツ指揮チェコスロヴァキア放送交響楽団　(5月12日と13日の2回演奏)
- 1977年　ヴァーツラフ・ノイマン指揮チェコ・フィルハーモニー管弦楽団　(5月12日と13日の2回演奏)
- 1978年　ラディスラフ・スロヴァーク指揮スロヴァキア・フィルハーモニー管弦楽団　(5月12日と13日の2回演奏)
- 1979年　ヴァーツラフ・スメターチェク指揮チェコ・フィルハーモニー管弦楽団　(5月12日と13日の2回演奏)
- 1980年　ズデニェク・コシュラー指揮チェコ・フィルハーモニー管弦楽団　(5月12日と13日の2回演奏)
- 1981年　ヴァーツラフ・ノイマン指揮チェコ・フィルハーモニー管弦楽団　(5月12日と13日の2回演奏)
- 1982年　ヴァーツラフ・ノイマン指揮チェコ・フィルハーモニー管弦楽団　(5月12日と13日の2回演奏)
- 1983年　イルジー・ビエロフラーヴェク指揮チェコ・フィルハーモニー管弦楽団　(5月13日演奏)
- 1984年　ロヴロ・フォン・マタチッチ指揮チェコ・フィルハーモニー管弦楽団　(5月12日と13日の2回演奏)
- 1985年　ヴァーツラフ・ノイマン指揮チェコ・フィルハーモニー管弦楽団　(5月12日と13日の2回演奏)
- 1986年　ヴォルフガング・サヴァリッシュ指揮チェコ・フィルハーモニー管弦楽団　(5月12日と13日の2回演奏)
- 1987年　オスカー・ダノン指揮チェコ・フィルハーモニー管弦楽団　(5月12日と13日の2回演奏)
- 1988年　イルジー・ビエロフラーヴェク指揮チェコ・フィルハーモニー管弦楽団　(5月12日と13日の2回演奏)
- 1989年　チャールズ・マッケラス指揮チェコ・フィルハーモニー管弦楽団　(5月12日と13日の2回演奏)
- 1990年　ラファエル・クーベリック指揮チェコ・フィルハーモニー管弦楽団　(5月12日と13日の2回演奏)
- 1991年　グスタフ・クーン指揮チェコ・フィルハーモニー管弦楽団　(5月12日と13日の2回演奏)
- 1992年　ズデニェク・コシュラー指揮チェコ・フィルハーモニー管弦楽団　(5月12日と13日の2回演奏)
- 1993年　リボル・ペシェク指揮ロイヤル・リヴァプール・フィルハーモニー管弦楽団　(5月12日と13日の2回演奏)
- 1994年　ネーメ・ヤルヴィ指揮プラハ交響楽団　(5月12日と13日の2回演奏)
- 1995年　リボル・ペシェク指揮チェコ・フィルハーモニー管弦楽団　(5月12日と13日の2回演奏)
- 1996年　ロジャー・ノリントン指揮ロンドン・クラシカル・プレイヤーズ　(5月12日と13日の2回演奏)
- 1997年　ガエターノ・デローグ指揮プラハ交響楽団　(5月12日と13日の2回演奏)
- 1998年　ウラディーミル・ヴァーレク指揮チェコ・フィルハーモニー管弦楽団　(5月12日と13日の2回演奏)
- 1999年　チャールズ・マッケラス指揮チェコ・フィルハーモニー管弦楽団　(5月12日と13日の2回演奏)
- 2000年　ペテル・アルトリフテル指揮プラハ交響楽団　(5月12日と13日の2回演奏)
- 2001年　ウラディーミル・ヴァーレク指揮チェコ放送交響楽団　(5月12日と13日の2回演奏)
- 2002年　小林研一郎指揮チェコ・フィルハーモニー管弦楽団　(5月12日と13日の2回演奏)
- 2003年　クリスティアン・アルミンク指揮チェコ・フィルハーモニー管弦楽団　(5月12日と13日の2回演奏)
- 2004年　イルジー・コウト指揮プラハ交響楽団　(5月12日と13日の2回演奏)
- 2005年　コリン・デイヴィス指揮ロンドン交響楽団　(5月12日と13日の2回演奏)
- 2006年　オンドレイ・クカル指揮チェコ放送交響楽団　(5月12日演奏)
- 2007年　ズデニェク・マーツァル指揮チェコ・フィルハーモニー管弦楽団　(5月12日と13日の2回演奏)
- 2008年　ペテル・アルトリフテル指揮ブルノ国立フィルハーモニー管弦楽団　(5月12日と13日の2回演奏)
- 2009年　ネーメ・ヤルヴィ指揮プラハ放送交響楽団　(5月12日と13日の2回演奏)
- 2010年　ヤクブ・フルシャ指揮プラハ・フィルハーモニア　(5月12日と13日の2回演奏)
- 2011年　イルジー・ビエロフラーヴェク指揮プラハ音楽院管弦楽団　(5月12日と13日の2回演奏)
- 2012年　ヴァシリー・ペトレンコ指揮チェコ・フィルハーモニー管弦楽団　(5月12日と13日の2回演奏)
- 2013年　ピーター・ウンジャン指揮フランス放送フィルハーモニー管弦楽団　(5月12日と13日の2回演奏)
- 2014年　イルジー・ビエロフラーヴェク指揮チェコ・フィルハーモニー管弦楽団　(5月12日、13日、14日の3回演奏)
- 2015年　トーマス・ヘンゲルブロック指揮北ドイツ放送交響楽団　(5月12日と13日の2回演奏)
- 2016年　パーヴォ・ヤルヴィ指揮チェコ・フィルハーモニー管弦楽団　(5月12日と13日の2回演奏)
- 2017年　ダニエル・バレンボイム指揮ウィーン・フィルハーモニー管弦楽団　(5月12日と13日の2回演奏)
- 2018年　トマーシュ・ネトピル指揮チェコ・フィルハーモニー管弦楽団　(5月12日と13日の2回演奏)
- 2019年　ヤクブ・フルシャ指揮バンベルク交響楽団[1]　(5月12日と13日の2回演奏)
- 2020年　中止
- 2021年　ヴァーツラフ・ルクス指揮コレギウム1704　(5月12日と13日の2回演奏)
- 2022年　トーマス・グガイス指揮ウェスト＝イースタン・ディヴァン管弦楽団　(5月12日と13日の2回演奏)
- 2023年　トマーシュ・ハヌス指揮ウェールズ国立オペラ管弦楽団　(5月12日と13日の2回演奏)
- 2024年　キリル・ペトレンコ指揮ベルリン・フィルハーモニー管弦楽団　(5月12日と13日の2回演奏)
- 2025年　セミヨン・ビシュコフ指揮チェコ・フィルハーモニー管弦楽団　(5月12日と13日の2回演奏)

## 文献
- Antonín Matzner a kol.: Šedesát pražských jar. Togga: Praha, 2006.